# Hesteofring
Hesteofring er en dansk eksperimentalfilm fra 1970, der er instrueret af Bjørn Nørgaard.

## Handling
Hesteofringen var en opsigtvækkende aktion, arrangeret af Bjørn Nørgaard i protest mod Vietnamkrigen. Den foregik 30. januar 1970 på en mark ved Kirke Hyllinge i Hornsherred i forbindelse med den omstridte udstilling "Tabernakel" på Louisiana. Aktionen blev til i samarbejde med Henning Christiansen og Lene Adler Petersen, og blev filmet. Efter slagtningen blev dele af hesten systematisk lagt i syltetøjsglas med formalinvæske.